# Zawadówka (polana)
Zawadówka – polana na grzbiecie Łopienia w Beskidzie Wyspowym. Położona jest na wysokości około 880–920 m na wschodnich stokach Łopienia Środkowego, nieco poniżej polany Cechówka. Dawniej cały grzbiet Łopienia od wierzchołka zachodniego po wschodni był jedną, ogromną halą, na której tętniło życie pasterskie. Stały na niej szałasy, po których obecnie nie ma już śladu. Po hali tej na grzbiecie pozostały jeszcze cztery polany: Cechówka, Jaworze, Myconiówka i Zawadówka. Obszar między polanami Cechówka i Zawadówka został zalesiony.
Zawadówka znajduje się poza znakowanymi szlakami turystycznymi na mało stromym stoku. Z polany ograniczone widoki na wschód. W 2012 r. jej dolna część była jeszcze koszona. Dawniej na polanie stała bacówka. Była niszczona przez wandali, a w 2005 r. została spalona.
Polana należy do wsi Dobra w województwie małopolskim, w powiecie limanowskim, w gminie Dobra.

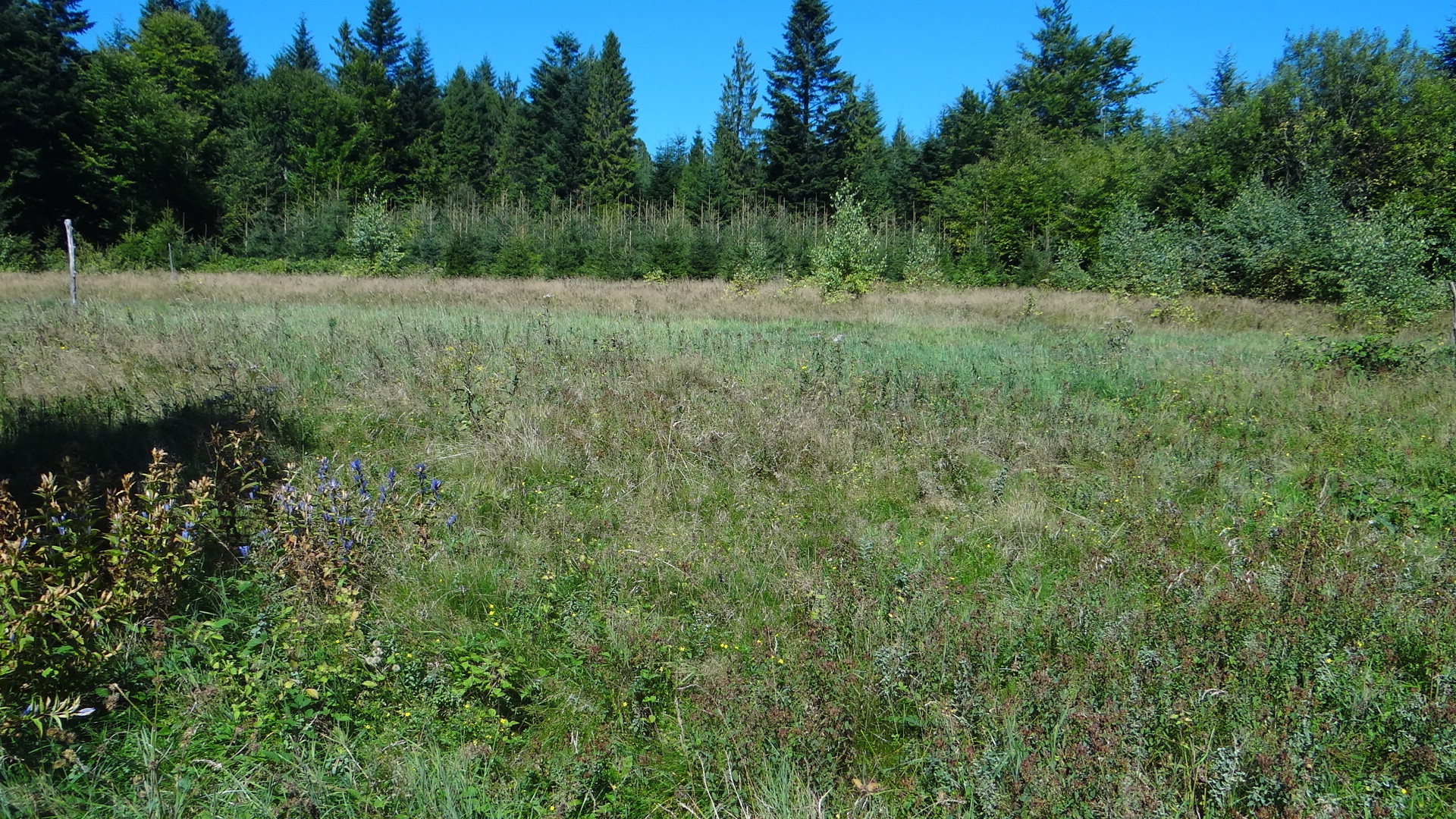
Górna część polany stopniowo zarasta lasem